# مظهر آلانسون
مظهر آلانسون (ترکی استانبولی: Mazhar Alanson؛ زادهٔ ۱۳ فوریهٔ ۱۹۵۰) خواننده، آهنگساز، هنرپیشه، و ترانه‌سرا اهل ترکیه است.